# Хорологія (ареалогія)
Хорологія (від грецької choros — місце, простір та... логія) — біологічна дисципліна, що розглядає різні біологічні явища в просторі. Фітохорологія, або хорологія рослин, є галуззю географії рослин, вивчає географічне розміщення видів та інших таксонів рослин; зоохорологія — тварин. Об'єкти вивчення хорології — конкретні види або роди організмів.